# Parlement du Bhoutan
IVe législature
Gyelyong Tshokhang
Le Parlement du Bhoutan (en dzongkha : རྒྱལ་ཡོངས་ཚོགས་ཁང་ wylie : Druki Gyelyong Tshokhang) est le parlement bicaméral du royaume du Bhoutan. Il est composé du roi du Bhoutan, d'une chambre haute, le Conseil national, et d'une chambre basse, l'Assemblée nationale.
Le cadre parlementaire actuel a remplacé le Tshogdu monocaméral en 2007, avec la mise en place des premiers parlementaires en 2008.